# Red and Anarchist Skinheads
Red and Anarchist Skinheads (RASH — em língua portuguesa, "skinheads comunistas e anarquistas") são skinheads ligados ao anarquismo ou ao comunismo. Se posicionam abertamente contra o fascismo, o neonazismo e todo tipo de preconceito como o racismo e a homofobia. Alguns membros da RASH fundaram torcidas organizadas como as Ultras Contra o Racismo em Portugal, como uma forma de se posicionar contra o racismo e o neonazismo presente nas torcidas organizadas de futebol.

## História
Foi fundada em Nova York nos Estados Unidos em 1993, e em Montreal e Quebeque em 1994. Apareceu pela primeira vez na França em Le Havre antes de se espalhar para as cidades de Marselha e Bordeaux e no resto do país. A R.A.S.H. é de um grupo relativamente recente do final dos anos 90 de redskins comunistas e skinhead da nova geração influenciados pelo anarquismo. Os skinheads estão comprometidos com a extrema-esquerda, ou mesmo o que os cientistas políticos chamam de ultra-esquerda (discurso revolucionário) ou grupos de autonômos, isto é, não vinculados a grandes partidos políticos. O termo "red", que remete para o comunismo, que literalmente significa "vermelho" e "redskins" pode parecer em desacordo com o "anarquista".

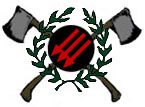
Símbolo do Red and Anarchist Skinheads (RASH)

O anarquismo é, estritamente falando, uma doutrina libertária socialista (baseado no ideal de liberdade), que tende a criar uma sociedade sem um estado ou propriedade privada (veja os escritos de Proudhon, Bakunin, Kropotkin...). O comunismo é outra doutrina socialista, construído principalmente por Karl Marx, que observou uma luta de classes que existe entre a burguesia, por um lado e do proletariado, por outro. Ele defende a tomada do poder pelo Partido Comunista em nome do proletariado, para estabelecer a aquisição por parte do proletariado, o único esquema considerados aptos a realizar as reformas que levariam a uma sociedade ideal, sem um estado ou propriedade privada. Em resumo, podemos dizer que os comunistas e anarquistas tendem para o mesmo ideal, mas estão divididos sobre como chegar lá.
Os RASHs são animados pela convicção de que os skinheads são um movimento juvenil verdadeiramente proletário e internacional. Composição do movimento skinhead é um complemento lógico à política ou sindical. Os RASHs franceses são próximos das seguintes organizações: a CNT (Confederação Nacional do Trabalho, sindicalista revolucionária), FA (Federação Anarquista), l'UA (União anarquista), l'OCL (Organização Comunista Libertária) e LCR (Liga Comunista Revolucionária, um partido trotskista), SCALP. Outro exemplo é a internacional Anarchist Black Cross (organização anarquista revolucionária) ou Internacional Socialismo (movimento trotskistas anglo-saxónica).
Os RASHs fazem campanhas e organização de concertos. Eles também atacam skinheads de extrema-direita (os boneheads) tentando expulsá-los das ruas. Sua luta atinge as principais causas da justiça e da luta global contra o capitalismo.

## Características
Os R.A.S.H.s procuram resgatar e preservar os "aspectos positivos" da cultura skinhead clássica como:
- O sentimento de orgulho de pertencer à classe operária (working class);
- A identificação com o reggae, o ska e outros estilos de música negra;
- A identificação com a rebeldia social do punk rock, através do streetpunk/oi! ;
- A ligação com o futebol, esporte popular e de massas;
- O hábito de beber cerveja como forma de sociabilidade e integração.

Os R.A.S.H.s se comprometem em:
- A reunir na R.A.S.H. skinheads anarquistas, socialistas e comunistas em geral, superando as diferenças políticas por ter que lutar contra o inimigo comum que são os "neo-nazistas".
- Reconhecer o espírito de 69, e incluir rude boys, rude girls, mods e punks.

Os R.A.S.H.s apoiam:
- A luta contra todos os meios que destroem a cultura skinhead: mídia, organizações fascistas, etc.
- Solidariedade com as principais vítimas de agressão nazista: os imigrantes, os homossexuais (gays e lésbicas), militantes anti-fascistas, etc.
- Organização contra os inimigos da classe trabalhadora.
- Organização contra a violência policial.